# Aphnaeus sani
Aphnaeus sani är en fjärilsart som beskrevs av De Nicéville 1889. Aphnaeus sani ingår i släktet Aphnaeus och familjen juvelvingar. Inga underarter finns listade i Catalogue of Life.